# Kurt Hirschhorn
Kurt R. Hirschhorn (* 18. Mai 1926 in Wien; † 22. November 2022) war ein US-amerikanischer Genetiker österreichischer Herkunft. Nach ihm und Ulrich Wolf wurde das Wolf-Hirschhorn-Syndrom benannt.

## Leben
Kurt Hirschhorn wurde am 18. Mai 1926 als Sohn von Emanuel Hirschhorn und dessen Frau Helen (geb. Mayberger) in Wien geboren. Aufgrund der jüdischen Vorfahren seines Vaters verließ die Familie nach dem Anschluss Österreichs im Jahr 1938 die Heimat über die Schweiz und England in die Vereinigten Staaten.
Nach drei Monaten Aufenthalt in New York zog die Familie nach Pittsburgh, Pennsylvania, wo Kurt Hirschhorn die High School besuchte und danach an die University of Pittsburgh wechselte. Im Anschluss an seinen Militärdienst zog Hirschhorn wieder zurück nach New York, nahm sein Studium wieder auf, erlangte 1950 an der New York University den BA cum laude und 1954 den MD Degree an der New York University School of Medicine.
Kurt Hirschhorn war verheiratet und hatte drei Kinder. Er starb am 22. November 2022 im Alter von 96 Jahren.

## Wirken
Nach einem Aufenthalt im Institut für Humangenetik an der Universität Uppsala in Schweden, hier arbeitete Hirschhorn ab 1954 unter anderem mit Marco Fraccaro zusammen, betrieb er ab 1958, zurück in New York, eine Klinik für Genetik. Bis in die Mitte der 1960er Jahre wuchs seine Forschungsgruppe auf 14 Mitglieder an.
1966 wird Hirschhorn zum Professor für Pädiatrie, die Lehre von der Entwicklung des kindlichen und jugendlichen Organismus, an der Mount Sinai School of Medicine ernannt.

## Auszeichnungen
1995 erhielt Hirschhorn den William Allan Award. 2006 wurde er von der March of Dimes mit dem Colonel Harland Sanders Award für sein Lebenswerk im Bereich der Genetik ausgezeichnet. Ebenfalls 2006 erhielt er den John Howland Award der American Pediatric Society.
Das Wolf-Hirschhorn-Syndrom (auch als Chromosom 4p-Syndrom bekannt) ist eine seltene angeborene Erbkrankheit. Leitsymptom ist ein Minderwuchs verbunden mit einer extremen Verzögerung der geistigen und körperlichen Entwicklung sowie eine Kombination unterschiedlicher Fehlbildungen. Es ist nach Ulrich Wolf und Kurt Hirschhorn benannt, die das Krankheitsbild 1965 unabhängig voneinander erstmals beschrieben.